# 該博
| ウィキペディアには「該博」という見出しの百科事典記事はありません（タイトルに「該博」を含むページの一覧/「該博」で始まるページの一覧）。 代わりにウィクショナリーのページ「該博」が役に立つかもしれません。 |